# PSO J318.5-22
PSO J318.5-22 ist ein Einzelgänger-Planet, also ein Planet, der keinen Stern umläuft. Seine Masse wird auf 6,5 Jupitermassen geschätzt, sein Alter auf 12 Millionen Jahre. Der Himmelskörper gehört zur Beta-Pictoris-Gruppe und ist rund 80 Lichtjahre von der Erde entfernt. Da seine Messwerte nicht von einem Zentralstern überlagert werden, erhoffen sich die Wissenschaftler neue Erkenntnisse über die Entstehung und Entwicklung von jupiterähnlichen Himmelskörpern allgemein und speziell von Objekten planetarer Masse ohne Zentralstern.
Entdeckt wurde der Himmelskörper 2013 bei den Koordinaten 21h 14m 8s (Rektaszension) und 22° 51' 36" (Deklination) unter der Verwendung des Pan-STARRS-Teleskops.